# サーミー・アル＝ジャービル
サーミー・アル＝ジャービル（アラビア語: سامي الجابر sāmī al-jābil、Sami Al-Jaber、1972年12月11日 - ）はサウジアラビア出身のサッカー指導者、元サッカー選手。元同国代表。ポジションはフォワード。
「砂漠の英雄」の異名を持つサウジアラビアの英雄。2006 FIFAワールドカップのグループステージ敗退と共に代表引退を表明した。イエメンにそのルーツを持つ。
日本のメディアでは英語読みでサミ・アル=ジャバーと表記されることが多い。

## 来歴
その才能が注目されたのは、サウジアラビア代表がFIFAワールドカップに初出場した1994 FIFAワールドカップである。その大会で、砂漠のマラドーナと称されたサイード・オワイランらと共に、決勝トーナメント進出に貢献した。その後は1998 FIFAワールドカップ、2002 FIFAワールドカップ、2006 FIFAワールドカップとサウジアラビアのワールドカップ4大会連続出場の原動力となった。
15歳でサウジアラビアの名門チームの目にとまり、1988年に16歳で名門アル・ヒラルに入団、翌シーズンには得点王に輝き1990年にA代表招集を受けた。国際的に名が知られたのは1993年のFIFAワールドカップアジア予選以降で、これまで同国のサッカーをリードしてきたのは砂漠のペレと称されたマジェド・アブドゥラーであるが、そのアブドゥラーは高齢による衰えが見られ、アブドゥラーが最終予選の日本戦で負傷したことを契機にスターへの階段を駆け上がることになる。最終予選・最終戦のイラン戦は、日本国内の関心が同時刻・キックオフのドーハの悲劇の陰に隠れる格好になったが、4-3のスコアという接戦となり、アル＝ジャービルは先制点を挙げ本大会出場に貢献した。1994 FIFAワールドカップ後、前述のアブドゥラー、ファハド・アル＝ビシ、副主将を務めたモハメド・アル＝ジャワードの引退、さらに、前述のオワイランが飲酒・愛人スキャンダルで一時謹慎を迫られるとアル＝ジャービルの存在感はさらに高まった。現実に、1996年のAFCアジアカップ1996では優勝、翌年の仏ワールドカップ予選は何れもオワイラン不在の状態で1位通過を果たしている。前述のアジアカップで、アル＝ジャービルは3得点を挙げている。
その後、アジア人としては初となるワールドカップ2大会連続得点を1998年大会で記録した。2000年には、イングランドのウルヴァーハンプトンに移籍し、サウジアラビアの選手としては初めてプレミアリーグの舞台に立った。結局5ヶ月間の在籍だったがこの経験は貴重なものとなった。
2002 FIFAワールドカップでは負傷に苦しみまともにプレーできず、チームはドイツ戦で8失点を喫するなど3連敗で早々に大会から姿を消した。彼はこの大会後に代表引退を表明したが2005年にガブリエル・カルデロン代表監督の説得に応じて復帰、2006年大会にも出場しチュニジア戦では途中出場ながら一時は逆転となるゴールを決めた。
2007年、現役引退。2008年1月には、引退記念試合としてアル・ヒラル対マンチェスター・ユナイテッドの親善試合がリヤドで開催され、約7万人の観客がキング・ファハド・スタジアムに詰めかけた。
2014年11月21日、AFC初代殿堂入りを果たした。

## 代表歴

### 出場大会
- サウジアラビア代表
  - 代表デビュー：1992年9月11日 vs シリア
  - 1992年 AFC アジアカップ・日本大会（準優勝）
  - 1994年 FIFAワールドカップ・アメリカ大会（ベスト16）
  - 1996年 AFC アジアカップ・UAE大会（優勝）
  - 1998年 FIFAワールドカップ・フランス大会（グループリーグ敗退）
  - 2000年 AFCアジアカップ・レバノン大会（準優勝）
  - 2002年 FIFAワールドカップ・日韓大会（グループリーグ敗退）
  - 2006年 FIFAワールドカップ・ドイツ大会（グループリーグ敗退）

### 試合数
- 国際Aマッチ 156試合 46得点（1992年-2006年）[2]

| サウジアラビア代表 | 国際Aマッチ | 国際Aマッチ |
| 年                 | 出場        | 得点        |
| ------------------ | ----------- | ----------- |
| 1992               | 6           | 1           |
| 1993               | 17          | 5           |
| 1994               | 20          | 6           |
| 1995               | 7           | 2           |
| 1996               | 18          | 3           |
| 1997               | 19          | 5           |
| 1998               | 11          | 4           |
| 1999               | 1           | 0           |
| 2000               | 11          | 2           |
| 2001               | 20          | 10          |
| 2002               | 10          | 3           |
| 2003               | 0           | 0           |
| 2004               | 0           | 0           |
| 2005               | 7           | 3           |
| 2006               | 9           | 2           |
| 通算               | 156         | 46          |

## 指導者成績
2017年9月15日時点
| クラブ                 | 就任     | 退任     | 記録   | 記録 | 記録 | 記録 | 記録 | 記録 | 記録 | 記録   |
| クラブ                 | 就任     | 退任     | 試合数 | 勝利 | 引分 | 敗北 | 得点 | 失点 | 点差 | 勝率   |
| ---------------------- | -------- | -------- | ------ | ---- | ---- | ---- | ---- | ---- | ---- | ------ |
| アル・ヒラル           | 2013     | 2014     | 41     | 29   | 6    | 6    | 91   | 38   | +53  | 070.73 |
| アル・ワフダ・アブダビ | 2015     | 2015     | 12     | 6    | 3    | 3    | 10   | 12   | −2   | 050.00 |
| アル・シャバブ・リヤド | 2016     | 2017     | 34     | 12   | 9    | 13   | 43   | 40   | +3   | 035.29 |
| 通算成績               | 通算成績 | 通算成績 | 88     | 47   | 17   | 24   | 143  | 91   | +52  | 053.41 |

## タイトル
- AFC アジアカップ・UAE大会優勝